# Ashley Park
Ashley Jini Park (ur. 6 czerwca 1991 w Glendale) – amerykańska aktorka i wokalistka pochodzenia koreańskiego.

## Życiorys

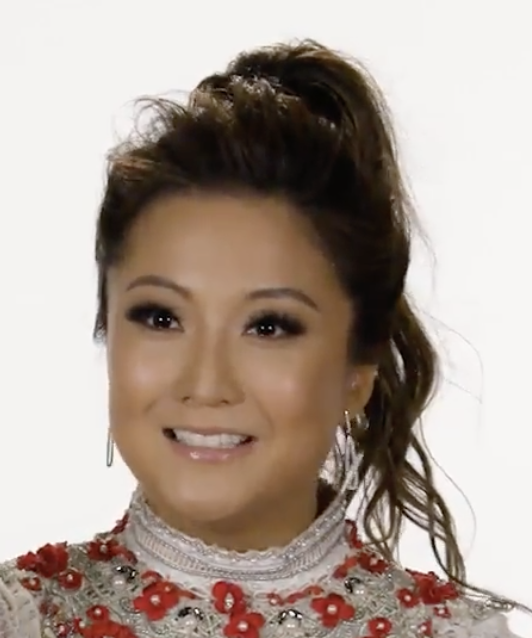
Ashley Park (2018)

Dorastała w miejscowości Ann Arbor. W wieku 15 lat zdiagnozowano u niej białaczkę, w związku z którą była hospitalizowana przez 8 miesięcy. Studiowała na Uniwersytecie Michigan, podczas nauki współzałożyła organizację Michigan Performance Outreach Workshop.
Pojawiła się na okładkach czasopism Fashion, People, Vogue Hong Kong i Women’s Health.

## Filmografia i musicale
- The King and I jako Tuptim (2014)[8]
- The Fantasticks (2016)[9]
- KPOP jako MwE (2017)[10]
- Nightcap jako Olivia Cho (2017)[11]
- Sunday in the Park With George jako Celeste #1 (2017)[12]
- Wredne dziewczyny jako Gretchen Wieners (2018)[2]
- Grand Horizons jako Miss Foster (2019)[13]
- Lady in the Dark jako Miss Foster (2019)[14]
- Opowieści z San Francisco jako Jennifer Winter/Ani (2019)[15]
- Emily w Paryżu jako Mindy Chen (2020–)[16]
- Girls5eva jako Ashley (2021–?)[17]
- Ratatouille the Musical jako Colette Tatou (2021)[18]
- Lista pana Malcolma jako Gertie Covington (2022)[19]
- Awantura jako Naomi (2023–)[20]
- Bez trzymanki jako Audrey Sullivan (2023)[5]
- Zbrodnie po sąsiedzku jako Kimber Min (2023–)[21]

## Nagrody i nominacje[22]
- zwyciężczyni Clarence Derwent Award w kategorii najlepsza aktorka planowa (2018)
- nominacja do Pena de Prata w kategorii najlepsza aktorka drugoplanowa w serialu Emily w Paryżu (2020)
- nominacja do Critics Choice Award w kategorii najlepsza postać drugoplanowa za rolę w serialu Emily w Paryżu (2021)
- nominacje do MTV Movie Award w kategoriach najlepszy duet (wspólnie z Lily Collins) oraz najlepsza rola przełomowa za rolę w serialu Emily w Paryżu (2021)
- nominacja do Gord Derby Award w kategorii aktorka drugoplanowa w serialu Awantura (2023)
- nominacja do Michigan Movie Critics Guild Award za rolę w filmie Bez trzymanki (2023)
- nominacja do International Online Cinema Award za najlepszy występ zespołu aktorskiego za rolę w serialu Zbrodnie po sąsiedzku (2024)
- nominacja do Nagrody Gildii Aktorów Ekranowych za wybitny występ zespołu aktorskiego w serialu komediowym za rolę w serialu Zbrodnie po sąsiedzku (2024)
- nominacje do The Astra Award w kategorii najlepsza aktorka drugoplanowa w serialach Emily w Paryżu i Awantura (2024)
- zwyciężczyni Hollywood Music in Media Award za najlepszą oryginalną piosenkę w serialu Emily w Paryżu (2024)